# トラム (ローマ)
ローマのトラム（イタリア語: Rete tranviaria di Roma）は、イタリア ローマ市内でATAC（ローマの公共交通企業）が運営する路面電車。かつてはイタリア国内で最大の路線網を誇っていたが、廃止が進み他の交通機関にその地位を譲っている。

## 路線
主要路線の結節点（ハブ）はマッジョーレ門であり、ATAC運営の全6路線のうち4路線がここを通過する。また、一部併用軌道である都市鉄道ローマ＝ジャルディネッティ線もマッジョーレ門を通過している。現在運行されているのは、次の6路線である。
- 2 系統 : フラミーニオ広場 - Piazza Mancini
- 3系統 : Piazza Thorvaldsen - ローマ・トラステヴェレ駅
- 5 系統 : ローマ・テルミニ駅 - Piazza dei Gerani
- 8系統 : ヴェネツィア広場 - Via del Casaletto
- 14 系統: ローマ・テルミニ駅 - V.le Palmiro Togliatti
- 19系統 : Piazza Risorgimento - Piazza dei Gerani

2系統
3系統
5系統
8系統
14系統
19系統

## 歴史
1845年、ローマ教皇グレゴリウス16世が巡礼者のためにヴェネツィア広場からサン・パオロ・フオーリ・レ・ムーラ大聖堂の間を乗合馬車で結ぶことを認可したのが、ローマで初めての公共交通機関である。この乗合馬車は、しばしば満員となり時刻表通りには運行出来なかったようである。

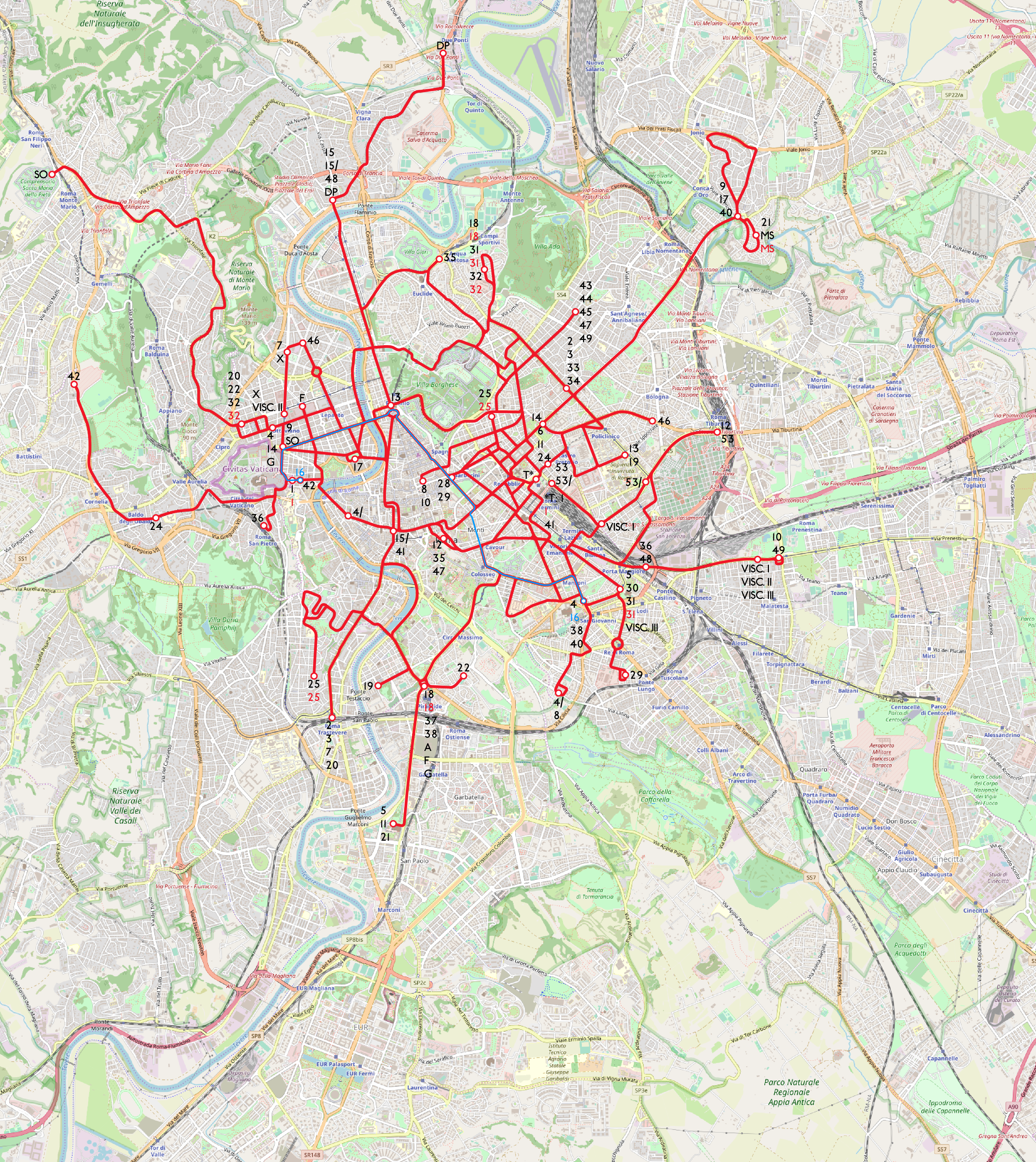
1929年当時の路線図

1877年には、フラミニーオ広場からミルヴィオ橋の間、現在の2系統トラムとほぼ同じルートに馬車鉄道が開業した。
1895年には、テルミニ駅からサン・シルベストロ広場の間が初めて電化され、トラムが登場した。その後1904年までに全ての馬車鉄道の路線が電化された。最後に電化されたのはミルヴィオ橋に向かう路線であった。1905年には、全17路線で144両の電車が運行されていた。
1929年末には路線網が最大となり、59系統（同一路線に重複して複数の系統が乗り入れている場合あり）で路線総延長は140 kmに達した。
1930年には運行系統の整理が行われ、内周・外周の2つの環状路線と、それらの間を結ぶ路線に集約され、多くの車両が廃車となった。第二次世界大戦後に運行主体がATACとなり、路線網の縮小も引き続き行われた。1959年には内周の環状路線が廃止された。

## 車両

### 現有車両

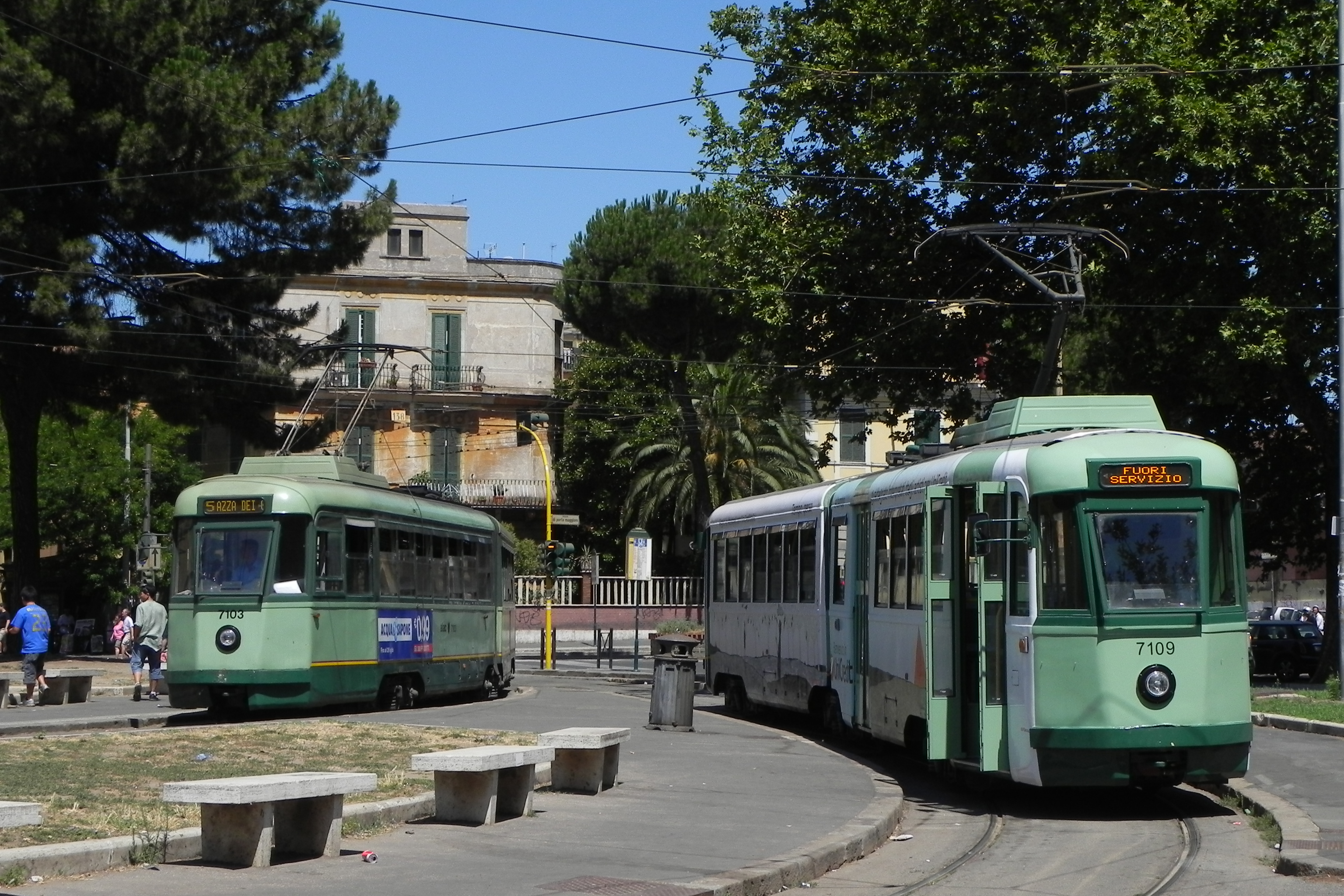
7000形 1940年代後半に製造された2車体連接車
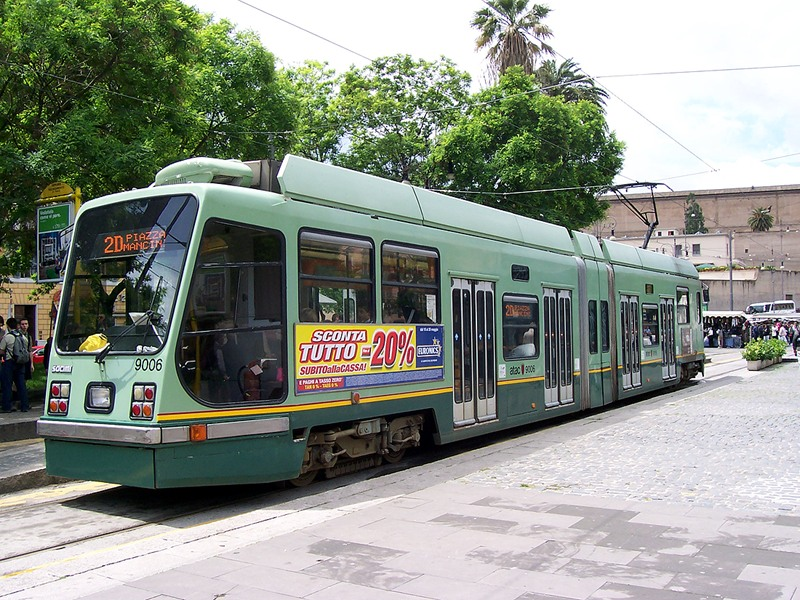
9000形 1990年代に開発された部分超低床電車
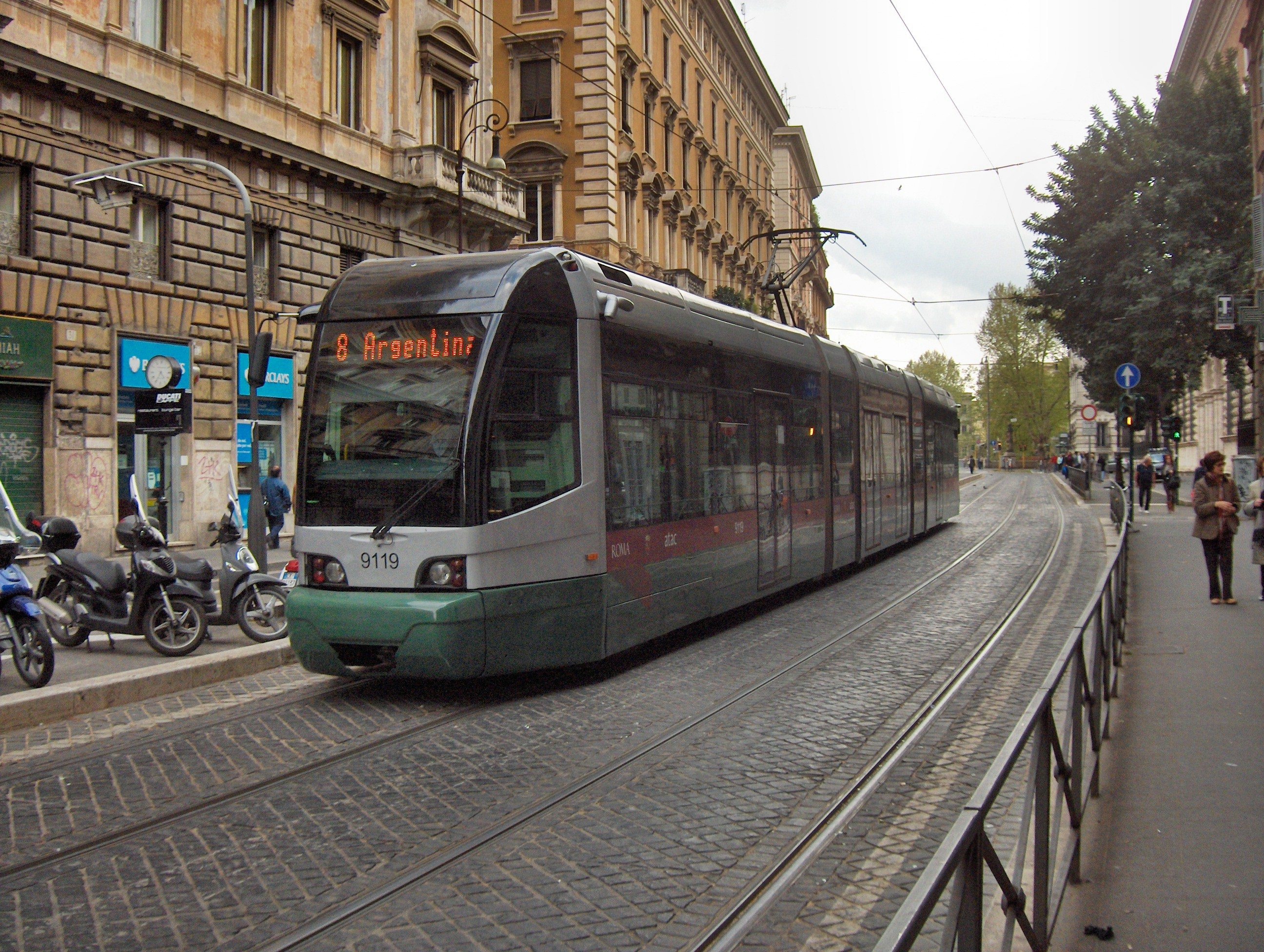
9100形 フィアットが開発した部分超低床電車「シティウェイI」、通称「ローマI（Rome I）」
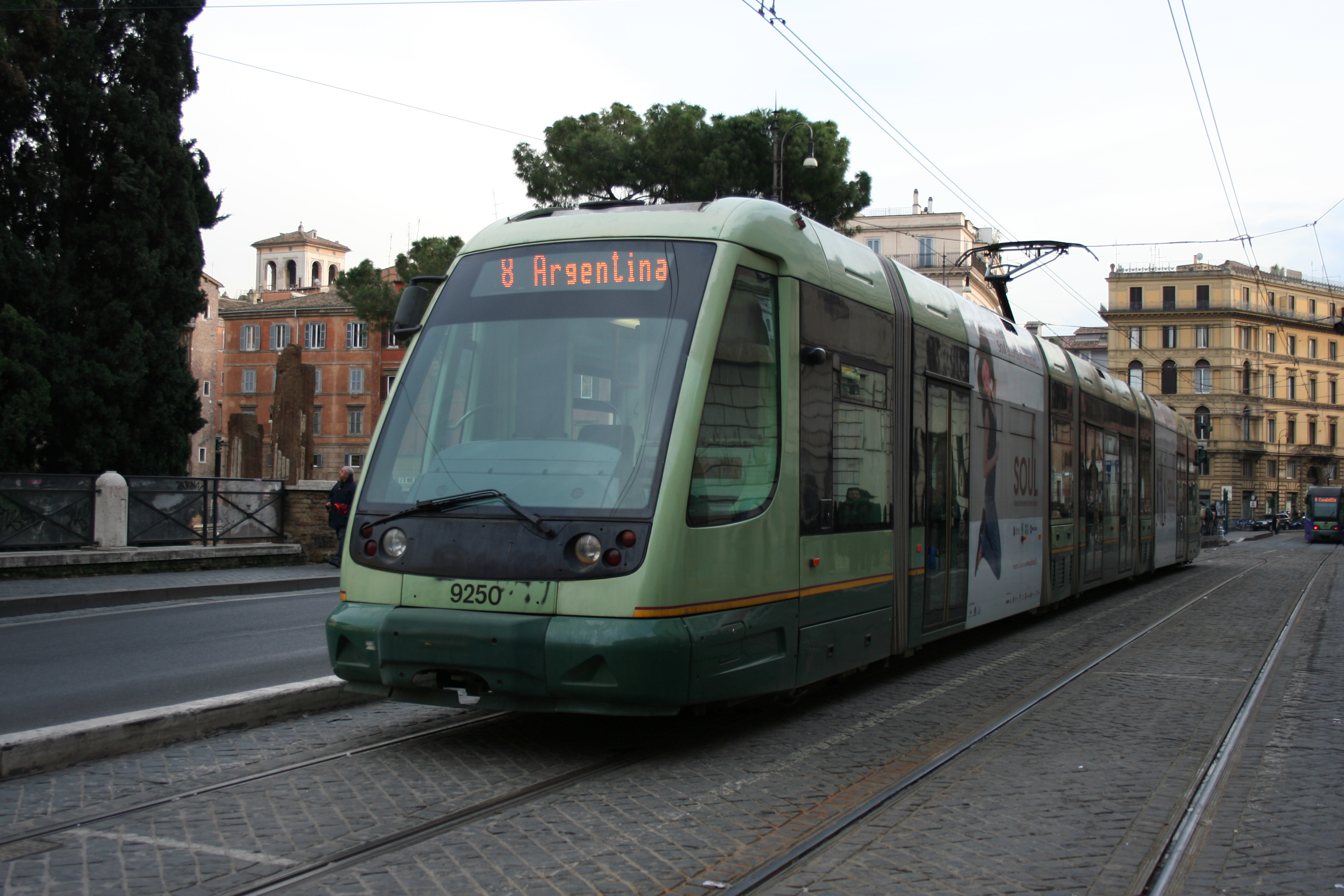
9200形 車内全体が低床構造の超低床電車「シティウェイII」、通称「ローマ II（Rome II）」

### 導入予定の車両
2023年、ATACはスペインの鉄道車両メーカーであるCAFとの間に、超低床電車「ウルボス（Urbos）」導入に関する契約を交わした。これは老朽化が進んだ7000形の置き換えおよび今後の路線網拡張を見据えたもので、当初の40両に加え、2024年にはオプション分を行使する事で20両の追加発注が実施されている。編成は両運転台式の5車体連接車で、そのうち20両は非電化区間（架線レス区間）でも走行可能な充電システム（OESS）が搭載される。